# 車府增六
天鵝座77（车府增六），又名BD+40 4615，HD 206644、SAO 51207、HR 8300，是天鵝座的一颗恒星，视星等为5.69，位于銀經88.84，銀緯-8.96，其B1900.0坐标为赤經21h 38m 21.4s，赤緯+40° -8.96′ 13″。